# Lincoln Near-Earth Asteroid Research

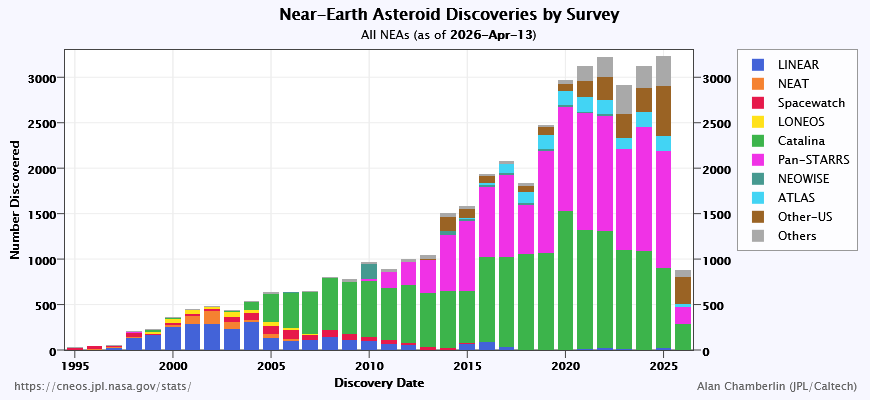
Numărul de obiecte din apropierea Pământului detectate de diferite programe

Lincoln Near-Earth Asteroid Research (LINEAR) este un program de detectare a asteroizilor din apropierea Pământului la care participă Forțele Aeriene Americane, NASA și Laboratorul de Tehnologie Lincoln al Institutului Massachusetts. LINEAR a fost responsabil pentru majoritatea detectărilor de asteroizi din 1998 până când a fost depășit de Catalina Sky Survey în 2005. La data de 15 septembrie 2011, LINEAR a detectat 231.082 de obiecte noi, din care cel puțin 2.423 sunt obiecte din apropierea Pământului și 279 sunt comete.  Instrumentele folosite de programul LINEAR se găsesc la Laboratorul Lincoln de la White Sands Missile Range (WSMR) lângă Socorro, New Mexico.